# Joe G. Pinelli
Pour les articles homonymes, voir Pinelli.
Joe G. (Giusto) Pinelli de son vrai nom Bertrand DeHuy, né le 28 octobre 1960 à Gouy-lez-Piéton (province de Hainaut), est un illustrateur, dessinateur et scénariste de bande dessinée belge.

## Biographie
Bertrand DeHuy naît le 28 octobre 1960 est originaire de Courcelles dans la périphérie de Charleroi. Il arrive à Liège à la fin des années 1970, pour y suivre le cours de bande dessinée de Jacques Charlier à l'Académie royale des beaux-arts. Liège est alors, avec Bruxelles, la seule ville en Belgique à proposer cette formation.
Lorsqu'il commence à réaliser ses premières bandes dessinées, il rédige dans le genre autobiographique. De nombreux extraits de ces récits autobiographiques sont publiés dans des fanzines, tant en Belgique (25 mensuels), qu'en France (Rubrica, Morsure, Mad Moselle, À l'aise, PLGPPUR, Atomik, Bulles dingues, Le Corbeau, Le Lézard…), ou encore aux Pays-Bas (Zozolala).
Dans L'Année de la Bande Dessinée 1986-87, il est repris par Thierry Groensteen pour son article Seize dessinateurs à découvrir d'urgence.
Pinelli est un auteur prolifique qui expose tant en Belgique qu'à l'étranger.
Il vit à Liège où il enseigne le dessin et la bande dessinée à l'Académie royale des beaux-arts.

## Œuvre

### Publications
- 1990 : 
  - Joged-Bumbung, éd. Sherpa
  - No mas pulpo [plus jamais de poulpes], La trilogie t. 1, éd. PLG[6].
- 1991 : Gorilla-Gorilla, éd. Sherpa
- 1992 
  - No mas chorizo [« Plus jamais de chorizo »], La trilogie t. 2, éd. PLG
  - WildKate, éd. Sherpa
- 1993 : Que cigares (unicamente puros), La trilogie t. 3, éd. PLG
- 1995 : Beau salopard, éd. PLG
- 1996 
  - Sainte victoire, La Dinde sauvage t. 1, éd. PLG
  - Postale de province, éd. Mezcal
  - Sea bribes, éd. Mezcal
- 1997
  - Le Passage du Lézard, éd. Le Lézard
  - Egri Bikaver, éd. Sherpa
  - Favorite Things, Portefolio, éd. PMJ - Hélène Chantereau Production
  - Mont ararat, La Dinde sauvage t. 2, éd. PLG
- 1998 : 
  - Fado, avec Milo, éd. Le Lézard
  - Dont Louis a chassé les funestes horreurs, éd. PLG
- 1999 : 
  - La Soufrière, La Dinde sauvage t. 3, éd. PLG[7],[8]
  - La Voix intérieure, avec Milo, éd. ego comme X
  - Luik' Sartori, éd. Sherpa
- 2000 : Arrêtez le carrelage[9], Le Poulpe t. 5, scénario Patrick Raynal, éd. 6 pieds sous terre  (ISBN 2910431185)
- 2001 : Caz roman[10], Un américain paysage, coll. « Blanche », 6 Pieds sous terre
- 2002 : Crayonnés érotiques, (Portefolio collectif), On a marché sur la bulle
- 2002 : Personnel, petit portefolio, éd. Granit associés
- 2003 : Le Marteau-piqueur, Portefolio, éd. PLG - Sherpa
- 2003 : Zoo !, (Portefolio collectif), On a marché sur la bulle
- 2004 : 
  - Bande Avant, illustrations d'une histoire de Jean-Hugues Oppel, coll. « Liber Niger », éd. 6 Pieds sous terre
  - 50 Years Around The Rock, BD Rock vol. 1, (illustrations collectives), Nocturne
- 2005 : 
  - Une magnifique journée, éd. Les Requins Marteaux  (ISBN 2-84961-008-9).
  - Sirop de Liège, illustrations d'une histoire de Jean-Bernard Pouy, coll. « Carnets Littéraires », L'Estuaire  (ISBN 9782874430060)
  - La Vue Solliès, éd. I.mag et A.LI.EN
  - Le Feu follet, illustrations d'une histoire de Willem Elsschot, éd. Le Castor astral
- 2006 : 
  - In a blue hour, scénario Marc Villard, Nocturne, coll. « Bande Originale »
  - Christmas Voices, (illustrations collectives), Nocturne
  - Fratelli, illustrations d'une histoire de Jean-Bernard Pouy, coll. « Carnets Littéraires », éd. L'Estuaire  (ISBN 9782874430169),réédition en 2010 Éditions Jean-Claude Lattès (ISBN 9782709635660).
- 2007 : Le Visiteur de Sainte-Victoire, coll. « Les Petits Carnets » no 5, Alain Beaulet éditeur  (ISBN 9782905231666)
- 2008 : Poisson chat, Essai de vulgarisation imagée à propos de la narration séquencée, par Joe G. Spinelli, alias Joe G. Pinelli, éd. PLG
- 2009 : 
  - Trouille[11],[12], adaptation en BD du roman de Marc Behm par Jean-Hugues Oppel, couleurs Sébastien G. Orsini, Casterman, coll. « Rivages/Casterman/Noir »  (ISBN 978-2-203-01212-7)
  - Nos Mas Pulpo, édition intégrale, éd. ego comme x
  - Bartok, dessins et scénario Joe G. Pinelli et Alain Goutal, éd. BD Classique
  - Claude Debussy, 2 CD et une bande dessinée sur des textes de Didier Daeninckx, éd. BD Classique
  - Souvenirs de films, du 9e art au 7e art, 51 dessinateurs à l'affiche, ouvrage collectif, éd. Le Lombard, Pinelli illustre L’Armoire volante
- 2010 : Bye bye blackbird[13], texte Marc Villard, éd. Nocturne, coll. « BD Jazz »  (ISBN 9782849072448)
- 2011 : 
  - Féroces tropiques[14], scénario Thierry Bellefroid, coll. « Aire libre », éd. Dupuis
  - Féroces tropiques, une étude de la peinture de Heinz von Furlau, de Joe G. Pinelli et Thierry Bellefroid, éd. PLG
- 2012 : Sous le vent[15], textes de Jean-Bernard Pouy, sur des illustrations de Joe G. Pinelli, Éditions Jean-Claude Lattès
- 2013 : 
  - La Dinde sauvage, édition intégrale, ego comme x
  - Midi moins le quart avant l’autodafé, de Joe G. Pinelli et Thierry Bellefroid, éd. PLG
  - Dernier été, illustrations d'une histoire de Patrick Pécherot, coll. « les petits polars du monde », Le Monde / SNCF
- 2014 : Le Tableau Papou de Port-Vila, Roman noir mis en couleurs par Heinz von Furlau[16], textes de Didier Daeninckx, sur des illustrations de Joe G. Pinelli, Le Cherche midi
- 2018 : Das Feuer[17],[18], de Joe G. Pinelli et Patrick Pécherot, adaptation du roman Le Feu d'Henri Barbusse, Casterman, coll. « Écritures »  (ISBN 978-2-203-16865-7)
- 2020 : Marguerite, Éditions Martin de Halleux, coll. « 25 images »  (ISBN 978-2-490393-20-6)[19].

### Divers
- 2005 : Shanghai express no 0, illustrations pour la revue mensuelle française publiée par les Éditions de la Bibliothèque noire
- 2006 : Shanghai express no 1, illustrations pour le mensuel.

### Expositions

#### Expositions Individuelles
- Féroces tropiques[20], Galerie Oblique, Paris du 16 février au 9 mars 2013.

#### Expositions collectives
- Génération spontanée[21], Espace Franquin, Angoulême du 27 au 30 janvier 2011.

## Réception

### Prix et distinctions
- 2003 :  Bonnet d'âne, 1er prix du festival de B.D. Quai des Bulles de Saint-Malo[22] ;
- 2005 :  Soleil d'or du meilleur graphiste, pour Une magnifique journée, au Festival de Solliès-Ville[23] ;
- 2011 :  prix du meilleur album avec Thierry Bellefroid pour Féroces Tropiques (« Aire Libre » Dupuis) au Festival de Solliès-Ville[24].

#### Livres
: document utilisé comme source pour la rédaction de cet article.
- Jean Pirotte (dir.) et Luc Courtois, Du régional à l'universel. : L'imaginaire wallon dans la bande dessinée., Louvain-la-Neuve, Fondation wallonne Pierre-Marie et Jean-François Humblet, 1999, 310 p. (ISBN 978-2-9600072-3-7 et 2960007239, OCLC 1075833932), p. 244 lire sur Google Livres
- Jacques Fiérain, « Pinelli, Joe G. », dans La BD dans les provinces de Liège, Namur et Luxembourg, Charleroi, Éd. l'Âge d'or, 2004, 112 p., ill. ; 31 cm (ISBN 9782960019698, OCLC 470388297, présentation en ligne), p. 83.
- Patrick Gaumer, « Pinelli, Joe Giusto », dans Dictionnaire mondial de la BD, Paris, Larousse, 2010, 953 p., ill. ; 27 cm (ISBN 978-2-0358-4331-9 et 2-0358-4331-6, OCLC 920924930, présentation en ligne), p. 680. .
- Thierry Bellefroid et Jean-Marie Derscheid, « Pinelli Joe G. », dans 77 auteurs de bande dessinée en Wallonie et à Bruxelles, Bruxelles, Wallonie-Bruxelles International, 2017, 128 p., ill. ; 26 cm (ISBN 2-930071-83-4, lire en ligne), p. 14-15.

#### Périodiques
- Lucie Servin, « Le Feu d'Henri Barbusse adapté. Joe G. Pinelli, premier de corvée », Les Cahiers de la bande dessinée, no 6,‎ janvier-mars 2019, p. 62-69
- Rodolphe, « Trouille : la mort aux fesses », dBD, no 33,‎ juin 2009, p. 73.
- Erwin Dejasse, Philippe Capart et Frédéric Paques, « La bande dessinée à Liège : l’aurore des fanzineux », Art&Fact, Liège, no 31,‎ 2012, p. 51-61 (lire en ligne [PDF]).
- Joe G. Pinelli (interviewé par Jean-Christophe Ogier), « Palette : Pinelli en goguette avec Van Gogh - Entretien avec Joe G. Pinelli », Casemate, no 55,‎ janvier 2013 (ISSN 1964-504X).

#### Articles
- Didier Pasamonik, « Juanjo Guarnido Grand Prix 2011 du 23e Festival BD de Solliès ville », ActuaBD,‎ 29 août 2011 (lire en ligne, consulté le 8 novembre 2022).
- Hubert Leclercq, « Joe G. Pinelli, artiste inclassable », La DH Les Sports+,‎ 30 janvier 2020 (lire en ligne, consulté le 6 juin 2024).

#### Interviews
- Joe G. Pinelli (interviewé par Thierry Bellefroid) et Catherine Henry (dir), « Joe G. Pinelli : "Dessiner est une nécessité profonde que je ne peux expliquer" », BDParadisio,‎ 2001 (lire en ligne, consulté le 16 janvier 2023).
- 2001 : Jeux d'influence, 30 auteurs de bandes dessinées parlent de leurs livres fétiches (collectif), éd. PLG
- 2005 : Art Press, hors série no 26, spécial Bande d'auteurs, Se représenter, interview de Joe G. Pinelli par Christian Marmonnier et Bernard Joubert
- Joe G. Pinelli (interviewé par Nicolas Anspach), « Joe G. Pinelli : "Dessiner est une nécessité profonde que je ne peux expliquer" », ActuaBD,‎ 19 juin 2009 (lire en ligne, consulté le 16 janvier 2023).
- Joe G. Pinelli (interviewé) et Jean-Christophe Ogier, « Pinelli en goguette avec Van Gogh », Casemate, no 55,‎ janvier 2013, p. 96-97.

### Vidéographie
- [vidéo] « Joe Pinelli interview "Liège, terre de BD", festival international de la BD de Liège, 23e édition (2016) », sur YouTube